# 17 테티스
17 테티스(17 Thetis)는 소행성대의 소행성 중 하나이다. 테티스는 S형 소행성이기 때문에, 표면은 밝은 규산염으로 이루어져있다.
테티스는 1852년 4월 17일, 카를 테오도르 로베르트 루터가 발견했다. 테티스라는 이름은 그리스 신화의 아킬레우스의 어머니이자, 바다의 여신인 테티스에서 따왔다.
테티스는 한 번의 엄폐 현상이 관측됐는데, 시간은 측정되지 않았다.

## 질량
테티스의 질량은 4 베스타와 11 파르테노페의 미묘한 변화 덕분에 계산되었다. 2007년. 베어와 체슬리는 테티스의 질량을 1.2 × 1018 kg, 밀도를 3.21 g/cm³으로 계산했다.